# Loe
Loe（ロー）は、日本のロックバンド。Naifuのドラマーだった山口篤を中心に、2012年に結成された。所属レコードレーベルはdepth。

## メンバー
山口篤（やまぐち あつし）
ボーカル&ドラムス担当。Naifuの元メンバー。コンポーザーとして活動する傍ら、2017年より安井と共にdpsを結成する。
大浦史記（おおうら ふみのり）
ピアノ&コーラス担当。
福岡県出身。幼い頃からクラシック音楽に親しんで育つ。2017年よりAcademic BANANAにて活動中。
安井剛志（やすい つよし）
ギター担当。
16歳の頃にギターを始め、Loeを結成する前はヘヴィメタル・バンドで活動していた。
2017年より山口と共にdps結成に参加する。

## 来歴
2012年、山口、大浦、安井の3人でLoeを結成。
2013年8月1日、公式サイト上でLoe初となるリリース情報を公開し、10月23日にミニアルバム『放つ音』でデビューを果たす。その後、12月18日にミニアルバム『Lという名の衝動』、2014年3月26日にミニアルバム『閃』をリリースした。

## ディスコグラフィ

### ミニアルバム
| 枚  | 発売日         | タイトル        | 規格品番 |
| --- | -------------- | --------------- | -------- |
| 1st | 2013年10月23日 | 放つ音          | DCR-001  |
| 2nd | 2013年12月18日 | Lという名の衝動 | DCR-003  |
| 3rd | 2014年3月26日  | 閃              | DCR-004  |